# Gmina Hlubčice
Gmina Hlubčice (polsky Gmina Głubczyce) je městsko-vesnická gmina v polském okrese Hlubčice v Opolském vojvodství. Sídlem gminy je stejnojmenné město Hlubčice.
Gmina má rozlohu 294,33 km² a v roce 2024 zde žilo 20 705 obyvatel.

## Geografie
Gmina Hlubčice leží v Hlubčickém výběžku (polsky Worek Głubczycki) Polska. Část gminy leží v Opavské pahorkatině (polsky Płaskowyż Głubczycki) náležející ke Slezské nížině. Jihozápadní část gminy se nachází ve Zlatohorské vrchovině (polsky Góry Opawskie), která náleží k Jesenické oblasti (polsky Sudety Wschodnie).
Území gminy Hlubčice náleží k povodí Odry. Na území gminy Hlubčice pramení řeky Pština/Cina, Troja (pravý přítok Pštiny/Ciny), Stradunia (levý přítok Odry), potok Złotnik (pravý přítok Pštiny/Ciny) a např. potok Grozowy/Cieklec (Hrozová, pravý přítok Osoblahy) spolu s potokem Troja/Wielki Potok/Trója. Část gminy hraničící s řekami Opavice (např. Potok Mokry/Radynka/Mohla) a Opava (Potok Ciermięcicki/Trmantický potok nebo Obecní potok) je odvodňována do těchto řek. Na řece Troja je pod vsí Zubrzyce retenční nádrž Włodzienin.

## Chráněná území
Na území gminy Hlubčice se nachází tato chráněná území:

### Velkoplošná chráněná území
- Přírodní park Rajón Mokré - Levice (polsky Obszar chronionego krajobrazu Rejon Mokre – Lewice)
- Přírodní park Hlubčický les[2] (polsky OChK Las Głubczycki).

### Maloplošná chráněná území
- Přírodní památka (polsky pomnik przyrody) Víceřadá (2, 3 místy 4-řadá) alej lípy malolisté – 334 stromů v délce 800 m kolem silnice z Klisina do Pomorzowic, největší exemplář měří 540 cm ve výčetní tloušťce 1,3 m.
- Přírodní památka Víceřadá (2 nebo 3-řadá) alej lípy malolisté – 1403 stromů, délka aleje – kolem 5500 m podél silnice z Tarnkové do Hlubčic, největší strom měří ve výčetní tloušťce 440 cm.
- Přírodní památky Dva jinany dvoulaločné rostoucí v Pomorzowicích na dvoře statku ve věku kolem 150 let.
- Přírodní památka Dub bahenní rostoucí na poli u železničního náspu tratě mezi Pomorzowicemi a Racławicemi Śląskými, věk kolem 200 let.

### Evropsky významné lokality
- EVL - zvláštní oblast ochrany Zlatohorská vrchovina – enkláva v okolí Pielgrzymowa a Opawice (polsky Specjalny obszar ochrony siedlisk Góry Opawskie - enklawa w okolicy Pielgrzymowa i Opawicy; kód lokality PLH160007).

## Využití povrchu
Gmina Hlubčice má rozlohu 294,33 km² a zaujímá 43,73 % povrchu okresu Hlubčice.
Dle dat z roku 2002 je využití půdy následující:
- zemědělská půda: 80 %
- lesní půda: 11 %

## Demografie
Data z 31. prosince 2007 (GUS):
| Popis                         | Celkem | Celkem | Ženy   | Ženy | Muži   | Muži |
| ----------------------------- | ------ | ------ | ------ | ---- | ------ | ---- |
| jednotka                      | osob   | %      | osob   | %    | osob   | %    |
| populace                      | 23 997 | 100    | 12 316 | 51,3 | 11 681 | 48,7 |
| hustota zalidnění (obyv./km²) | 83     | 83     | 42,5   | 42,5 | 40,4   | 40,4 |

V roce 2002 se 96,5 % obyvatel přihlásilo k národnosti polské; 0,4 % obyvatel k národnosti německé; 0,3 % obyvatel k národnosti romské.

### Ekonomika
Dle dat z roku 2002 byl střední příjem na obyvatele 1277,9 zł.

## Sport
- Síť cyklotras Opavice (české cyklotrasy č. 55, 503 a 6116 a polská cyklotrasa č. 34)[5]

## Starostenství

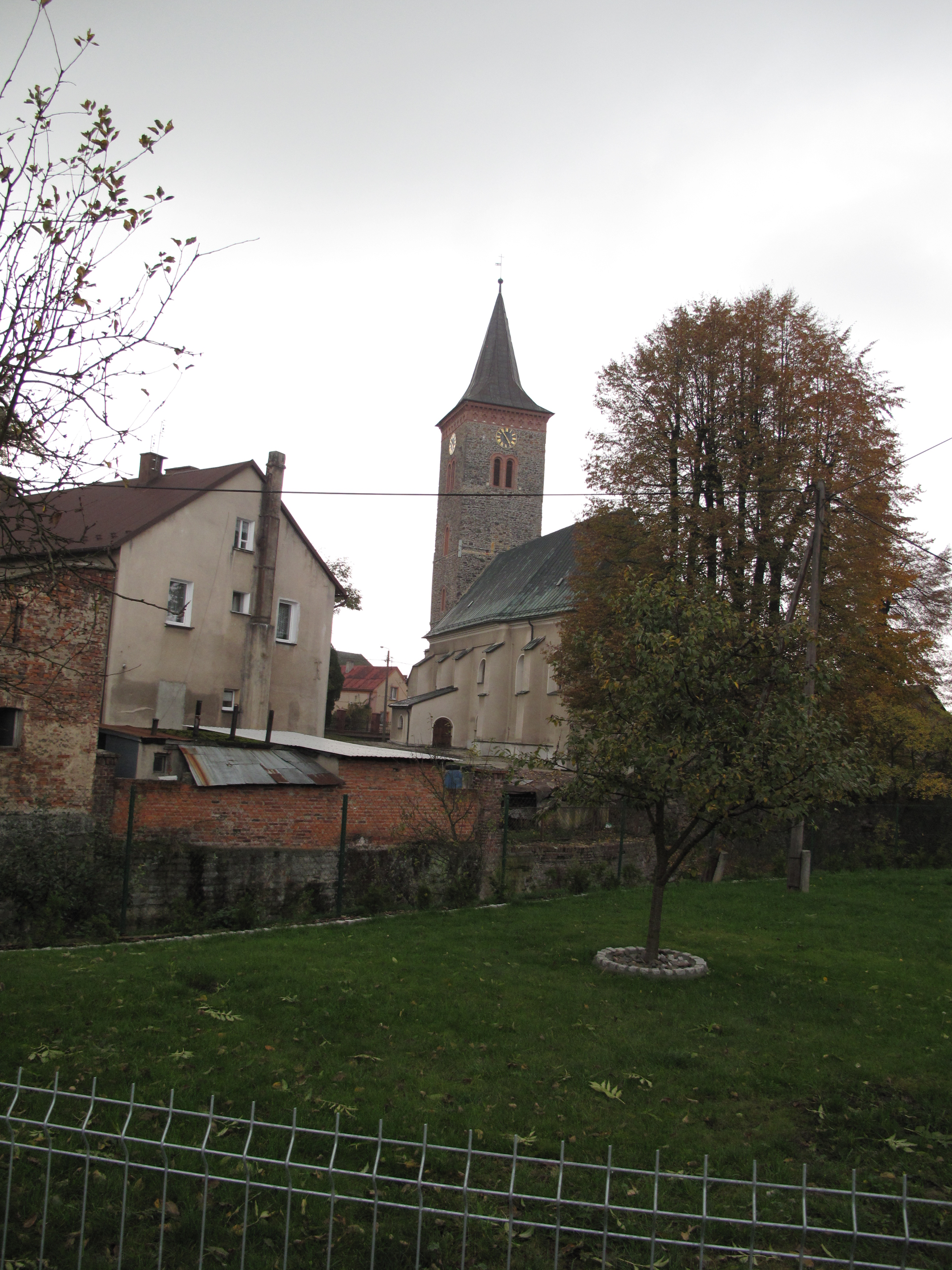
Lisięcice: kostel Povýšení svatého Kříže

V administrativních hranicích gminy se nachází:
- 44 sołectw (starostenství): Bernacice, Bernacice Górne, Biernatów, Bogdanowice, Braciszów, Chomiąża, Chróstno, Ciermięcice, Debrzyca, Dobieszów, Gadzowice, Gołuszowice, Hlubčice-Sady, Hrobníky, Kietlice, Klisino, Krasne Pole, Królowe, Krzyżowice, Kwiatoniów, Lenarcice, Lisięcice, Lwowiany, Mokre, Mokre-Kolonia, Nowa Wieś Głubczycka, Nowe Gołuszowice, Nowe Sady, Nowy Rożnów, Opawica, Pielgrzymów, Pietrowice, Pomorzowice, Pomorzowiczki, Radynia, Równe, Sławoszów, Ściborzyce Małe, Stara Wieś, Tarnkowa, Widok, Zawiszyce, Zopowy, Zopowy-Osiedle, Zubrzyce.
- 10 osad: Bernacice, Biernatówek, Bogdanowice-Kolonia, Dobrogostów, Hlubčice-Las Marysieńka, Klisinko, Nowosady, Podlesie, Stara Wieś, Studzienica
- Ostatní sídla: Żabczyce

## Osobnosti
- Henry Mosler (1841–1920) – americký malíř, narozen v Opavici
- Johannes Reinelt (1858–1906), slezskoněmecký spisovatel a básník známý pod přezdívkou Philo vom Walde, narozen v Gołuszowicích
- Erwin Félix Lewy-Bertaut (1913–2003), francouzský krystalograf, narozen v Hlubčicích
- Stefanie Zweig (1932–2014) – německá spisovatelka, narozena v Hlubčicích

## Sousední gminy a obce
Gmina Głubczyce hraničí s polskými gminami Bavorov, Branice, Ketř, Horní Hlohov (powiat Prudnicki), Pawłowiczki (powiat Kędzierzyńsko-kozielski) a s českými obcemi Krnov, Město Albrechtice, Slezské Rudoltice, Rusín, Bohušov, Osoblaha.